# Triangle (film, 2009)
Pour les articles homonymes, voir Triangle (homonymie).
Pour plus de détails, voir Fiche technique et Distribution.
Triangle est un film d'horreur australo-britannique écrit et réalisé par Christopher Smith, sorti en 2009.

## Synopsis
Alors qu'elle se prépare à emmener son fils autiste Tommy en bateau avec son ami Greg, Jess, une jeune mère célibataire, entend la sonnette, mais il n'y a personne. Elle arrive plus tard au port sans Tommy, expliquant qu'il est à l'école, et elle embarque sur le voilier de Greg. Elle rencontre Sally et Downey, un couple d'amis de Greg, Heather, une amie de Sally, et Victor, un adolescent fugueur vivant avec Greg. Mais un phénomène climatique étrange plonge l'embarcation en plein cœur d'une tempête tumultueuse. Ils reçoivent un signal de détresse, puis la tempête fait chavirer le bateau, au cours de laquelle Heather est emportée dans l'eau, et les autres s'accrochent à l'épave du voilier. Lorsque la tempête se dissipe, les survivants voient l'espoir renaître avec l'apparition d'un paquebot sorti de nulle part.
Ils montent à bord du paquebot, qui semble être désert. Intrigués, ils décident de chercher la trace des passagers et de l'équipage mais Jess commence à éprouver un sentiment de déjà-vu. Jess repère bientôt quelqu'un qui les surveille et Victor part à sa poursuite. Jess et Greg continuent et trouvent le message « Allez au théâtre » écrit avec du sang sur un miroir. Après leur séparation, Jess retourne à la salle à manger où Victor, couvert de sang, s'en prend à elle. Elle le combat, aggravant une blessure à l'arrière de sa tête. Elle entend des coups de feu et arrive au théâtre, où Greg est mort d'un coup de feu. Sally et Downey accusent Jess du meurtre. Un tireur masqué abat le couple depuis le balcon et poursuit Jess jusqu'à un pont extérieur ; elle se défend et désarme le tireur, qui lui dit qu'elle doit tous les tuer pour pouvoir rentrer chez elle avant de tomber par-dessus bord.
Elle entend bientôt des cris et se voit, elle et ses amis, sur le voilier renversé de Greg. Après leur embarquement, Jess les suit mais est repérée peu de temps après. Elle tente d'avertir Victor lorsqu'il la rattrape, pour ensuite empaler accidentellement sa tête sur un crochet mural. En parcourant le navire, elle trouve des douzaines de doubles de l'équipement du tireur, du fusil de chasse, de son propre médaillon et d'une note disant de tous les tuer lorsqu'ils montent à bord. Elle prend un fusil de chasse, avec l'intention de changer le schéma, mais le tireur, une autre Jess, tue les hommes et blesse mortellement Sally avec un couteau. La première Jess poursuit Sally, qui envoie le signal de détresse entendu sur le bateau de Greg. Jess la rattrape sur un pont supérieur rempli de dizaines de cadavres de Sally, et Sally succombe à sa blessure. Le voilier renversé apparaît à nouveau, et Jess se rend compte que la « boucle temporelle » reprend une fois que tout le monde est mort. Au désespoir d'arrêter la boucle, Jess la reprend depuis le début, avec elle-même comme tireuse. Après avoir été désarmée pendant le combat sur le pont avant, elle presse son double de tuer tout le monde à leur retour et tombe à l'eau.
Elle se réveille échouée sur le rivage et découvre que c'est le même matin. Elle rentre chez elle et observe de l'extérieur de sa maison son double frapper Tommy par colère envers son autisme. Promettant de changer, elle distrait son double avec la sonnette, puis la tue, met le corps dans le coffre de la voiture et part avec Tommy. Une mouette frappe leur pare-brise et meurt, mais quand elle la ramasse et s'en débarrasse, elle voit une pile de mouettes mortes. Réalisant qu'elle est toujours coincée dans la boucle, Jess s'enfuit en toute hâte, mais elle percute un camion et Tommy est tué. Alors que Jess regarde la scène de l'accident, un chauffeur de taxi s'approche d'elle et l'emmène jusqu'au port. Après avoir promis de revenir, elle rejoint les autres sur le bateau de Greg, reprenant la boucle.

## Fiche technique
- Titre original : Triangle
- Réalisation et scénario : Christopher Smith
- Décors : Melinda Doring
- Costumes : Steven Noble
- Photographie : Robert Humphreys
- Montage : Stuart Gazzard
- Musique : Christian Henson
- Production : Julie Baines, Chris Brown et Jason Newmark
- Sociétés de production : UK Film Council et Dan Films ; Icon Entertainment International, Framestore, Pacific Film and Television Commission, Pictures in Paradise et Triangle Films (coproductions)
- Sociétés de distribution : Icon Film Distribution (Australie et Royaume-Uni) ; CTV International (France, DVD)
- Budget : 12 millions de dollars[1]
- Pays d’origine :  Australie /  Royaume-Uni
- Langue originale : anglais
- Format : couleur — 35 mm — 2,35:1 (CinemaScope)
- Genres : horreur et fantastique
- Durée : 99 minutes
- Dates de sortie :
  - Royaume-Uni : 27 août 2009 (London FrightFest Film Festival) ; 16 octobre 2009 (sortie nationale)
  - Belgique : 30 décembre 2009
  - Australie : 29 avril 2010
  - France : 11 juin 2011 (DVD)
- Classifications : 
  -  États-Unis : Rated R (Interdit aux mineurs (17 ans et moins) non-accompagnés d'un adulte)
  -  France : Interdit aux moins de 12 ans lors de sa sortie en DVD et Blu-Ray

## Distribution
- Melissa George (VF : Marcha Van Boven) : Jess
- Michael Dorman (VF : Sébastien Hebrant) : Greg
- Henry Nixon (en) (VF : Olivier Cuvellier) : Downey
- Rachael Carpani (VF : Dominique Wegner) : Sally
- Emma Lung (en) (VF : Sophie Landresse) : Heather
- Liam Hemsworth (VF : Mathieu Moreau) : Victor
- Joshua McIvor : Tommy
- Bryan Probets : le chauffeur de taxi

## Production

### Tournage

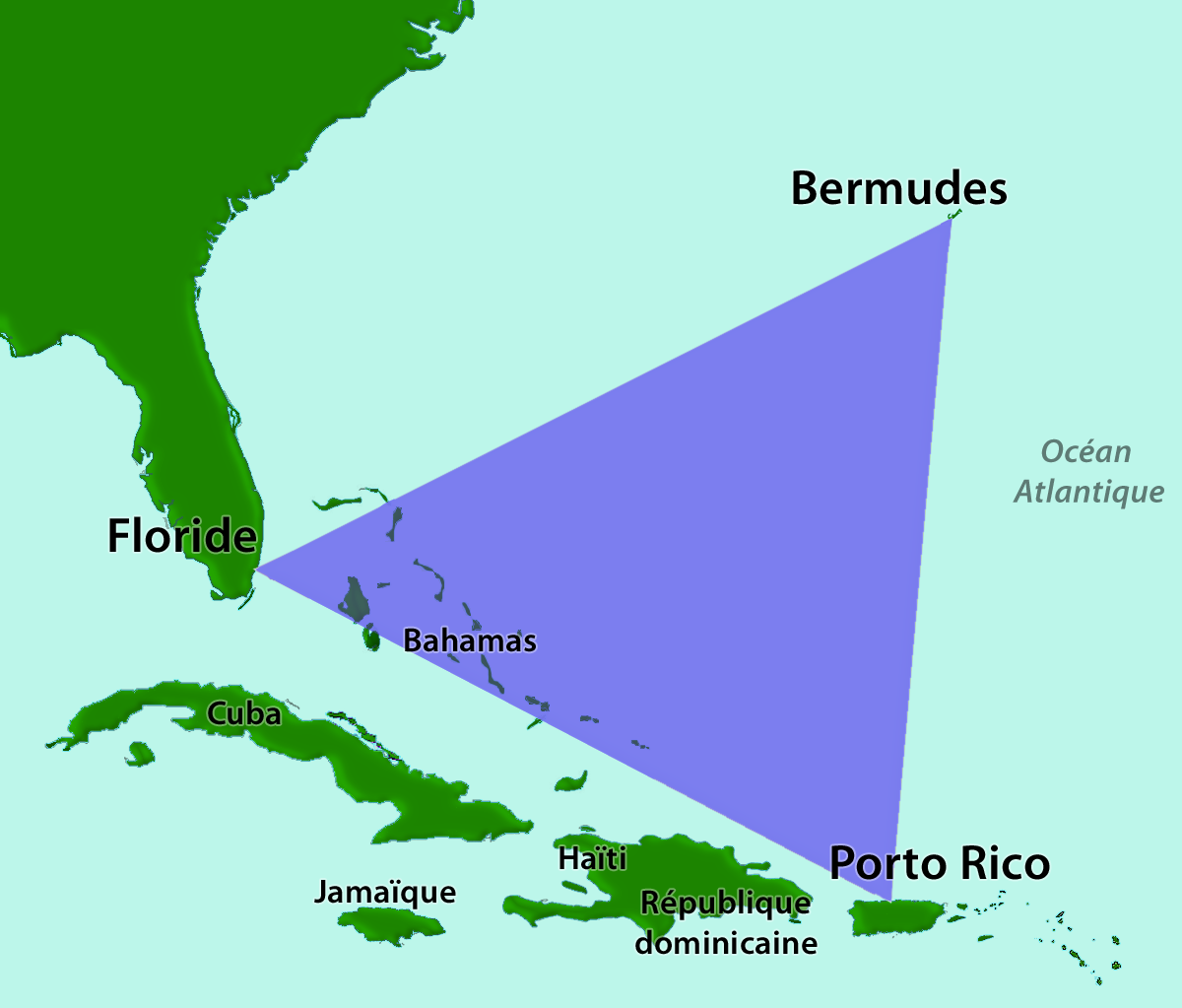
Le triangle des Bermudes, lieu (non mentionné) de l'action.

Le tournage a lieu en Australie dans le Queensland (Brisbane et Southport[réf. nécessaire]. À l’origine, il devait se dérouler à Miami[réf. nécessaire].

## Accueil

### Festival et sorties
La première sortie en salles a eu lieu le 16 octobre 2009 au Royaume-Uni sur 217 écrans, après une présentation au London FrightFest Film Festival (en) le 27 août 2009. Les recettes y ont été inférieures à 1 million de livres sterling (260 626 £ le premier week-end).
Pendant deux ans le film a tourné dans de nombreux festivals (Film4 Frightfest, festival du film britannique de Dinard, festival européen du film fantastique de Strasbourg, festival international du film fantastique de Gérardmer, American Film Marketing).
Le film n'est pas sorti en salles en France. Il a eu droit directement à une exploitation française en Blu-ray et DVD le 14 juin 2011. De l'avis des principaux sites spécialisés, l’édition Blu-ray du film fait partie des plus remarquables, techniquement parlant, depuis que ce support existe, autant au niveau de l'image (HD en 25 images par seconde) qu'au niveau du son (un DTS-HD Master Audio 5.1 particulièrement élaboré),,.

### Critique
Le film a obtenu des critiques plutôt positives, recueillant 80 % d'avis favorables, avec une note moyenne de 6,5/10 et sur la base de 40 critiques collectées, sur le site Rotten Tomatoes.
Empire : « Un casse-tête satisfaisant avec un dénouement étonnamment poignant. Melissa George est impressionnante dans un rôle complexe ».
Time Out London : « Construit de manière diabolique, le film fonctionne comme un épisode sombre et dérangeant de La Quatrième Dimension. L'interprétation courageuse et crédible de Melissa George ancre la folie dans une réalité émotionnelle émouvante ».
Excessif dvdrama : « Melissa George livre tout simplement une performance superbe. Pour peu que l'on adhère au concept, que nous ne dévoilerons pas ici pour ne pas vous gâcher la surprise, le film est absolument passionnant. Au-delà du concept de base, il brasse plusieurs genres, du slasher, au survival, en passant par le fantastique pur, sans jamais perdre de vue le fil de l'intrigue. Le danger semble pouvoir surgir de chaque recoin du cadre, tant la caméra est bien placée. Les indices sur le nœud de l'intrigue sont livrés au compte goutte, et il faudra faire fonctionner sa matière grise pour venir à bout des mystères de Triangle ».
Les Années laser : « Relecture déroutante et coup-de-poing du mythe de Sisyphe, cette excellente surprise cumule avec une harmonie peu commune des séquences chocs, une narration en boucles qui ne tourne jamais en rond et surtout une très maligne leçon sur la confrontation de tout individu avec lui-même ».
Mad Movies : « Tout aussi claustrophobe que les couloirs de son paquebot fantôme, la boucle temporelle de Triangle fait office de prison méphistophélique, trimbalant à l'infini les âmes perdues non sans leur rappeler, sur un rythme métronomique, les causes de leurs tourments. Véritable bijou d'écriture dont les zones d'ombre densifient encore le propos (…), Triangle est un petit prodige de cinéma fantastique, le type même d'objet sulfureux que l'ont aurait aimé découvrir sur écran géant ».
TéléCableSat : « Trop tarabiscoté, le film se prend au piège de ses incohérences. Dommage, l'ambiance est parfois bien inquiétante ».

### Box-office
Au cinéma, le film n'est sorti que dans quelques pays d'Europe et d'Asie et en Australie et en Nouvelle-Zélande. Il a réalisé 119 508 entrées au Royaume-Uni et a rapporté presque 1 600 000 $ lors de son exploitation en salles.

## Distinctions
- Festival international du film fantastique de Gérardmer 2011 : Prix du meilleur inédit vidéo[13]

## Analyse

### Titre
Il fait référence au triangle des Bermudes. Les événements climatiques y sont potentiellement liés. Si dans le scénario initial, les Bermudes étaient expressément citées, ce n'est plus le cas de la version filmée. Cela augmente les niveaux de lecture du film.
Le triangle est également un symbole de la forme du scénario : trois actes non parallèles dans une forme fermée (effet de boucle).
« Triangle » est le nom du bateau créant ainsi une référence directe pour le spectateur afin d'éviter qu'il y cherche initialement un autre sens, permettant de conserver les effets de surprise. Le triangle est repris par la forme de la voile du bateau.
Triangle est également le titre d'un épisode de X-Files dans lequel les deux héros étaient aussi confrontés à un paquebot fantôme dans le triangle des Bermudes, où se dédoublaient les personnages par le biais de vies parallèles et antérieures… Le réalisateur n'a jamais fait référence à cette série dans ses inspirations.
Certains projets d'affiches initialement envisagés utilisaient le triangle soit pour la voile du bateau, soit pour l'iconographie de la lettre « A » du titre du film, soit pour la forme d'un miroir brisé.

### Intrigue
Le réalisateur indique avoir développé le scénario à partir d'une image qu'il avait en tête, l'héroïne qui se voit elle-même sur un bateau : « À la base, le point de départ du film m’est venu avec l’image de la jeune femme regardant la mer depuis le pont du bateau, et se voyant en contrebas, sur la coque du voilier. Je voulais faire un twist final avec un triangle permuté avec les trois personnages, mais le film est parti dans une optique totalement différente. J’ai cependant gardé le titre initial. C’est un peu stupide, mais j’étais bloqué sur ce nom, je ne pouvais pas m’en séparer. J’aurais pu l’appeler « Cercle » mais ça n’aurait pas été terrible… Il n’y a pas vraiment d’explication narrative concernant ce film, mais je me disais que « Triangle » résumait plutôt bien l’histoire ».
L'intrigue est inspirée d'un paradoxe temporel impliquant une triple boucle temporelle. Chacune met en avant un aspect de la personnalité dérangée de l'héroïne. Elle débute à chaque fois à un niveau différent (de plus en plus haut) du bateau lui-même.
Le passage à chaque nouvelle boucle fait l'objet d'un travail subtil de mise en scène :
- évolution de la réalisation (cadrage, rythme) ;
- marquage des boucles par des images fortes (l'héroïne qui se voit du bateau et la traversée du miroir qui sert entre les deux premiers actes) ;
- rupture par ellipse lorsque l'héroïne échoue sur une plage.

Le film se prête volontairement à de multiples interprétations. Parmi les plus souvent relevés, voici la lecture dominante : le film est constituée d'une double boucle sur le bateau (ce qui explique que chaque personnage secondaire meurt de façon différente par deux fois) et d'une troisième qui ramène l'héroïne à sa faute originale : comportement inadapté avec son fils, responsabilité de l'accident mortel, mensonge sur son engagement à enterrer l'oiseau mort. Dans le monde des morts, elle ment à nouveau au chauffeur de taxi (figure du passeur pour l'au-delà à qui il faut payer son droit de passage), en lui disant qu'elle revient (le payer) alors qu'elle (re)monte sur le bateau (s'excuse vis-à-vis de ses amis pour ce qu'elle va leur faire / leur a fait) et repart pour tenter à nouveau de changer le passé et sauver son fils. Mais à son premier assoupissement, sa mémoire est partiellement effacée pour accompagner son arrivée/retour au purgatoire.